# FC Khatlon
FC Khatlon eller tidigare Vachsj Qurghonteppa är en fotbollsklubb från Qurghonteppa, Tadzjikistan. 

## Historia
Klubben grundades 1960 och spelar för närvarande i landets högsta division. 
Nuvarande manager är Aslidin Chabibullojev.

## Placering tidigare säsonger
| Säsong | Nivå | Liga       | Placering | Referens | Notering |
| ------ | ---- | ---------- | --------- | -------- | -------- |
| 2015   | 1    | Ligai olii | 8         | [ 2 ]    |          |
| 2016   | 1    | Ligai olii | 8         | [ 3 ]    |          |
| 2017   | 1    | Ligai olii | 6         | [ 4 ]    |          |
| 2018   | 1    | Ligai olii | 5         | [ 5 ]    |          |
| 2019   | 1    | Ligai olii | 7         | [ 6 ]    |          |
| 2020   | 1    | Ligai olii | 5         | [ 7 ]    |          |
| 2021   | 1    | Ligai olii | 5         | [ 8 ]    |          |
| 2022   | 1    | Ligai olii | 4         | [ 9 ]    |          |
| 2023   | 1    | Ligai olii | 10        | [ 10 ]   |          |
| 2024   | 1    | Ligai olii | 5         | [ 11 ]   |          |

## Meriter

### Klubb
- Tadzjikiska ligan: 3
1997, 2005, 2009
- Tadzjikiska cupen: 2
1997, 2003
- Tadzjikiska supercupen: 0

## Kända spelare
- Rahmatullo Fuzajlov
- Numondzjon Hakimov
- Farhod Juldosjev
- Troy Ready
- Elijah Ari
- David Davidson